# Кладрубская лошадь
Кладру́бская или Старокладру́бская лошадь (чеш. Starokladrubský kůň, ранее — Equus bohemicus) — старейшая чешская порода лошадей и одна из старейших упряжных пород в мире. Главным центром разведения был Кладрубский конный завод (близ Пардубице, Чехословакия), основанный в 1572 году.

## Характеристики породы
Лошади крупные, высотой в холке не ниже 163, иногда доходящие до 180 см, отличаются горбоносостью. Масть лошадей: преимущественно серая и вороная. 

## История породы
В небольшой деревне Кладрубы-над-Лабой, расположенной в восьмидесяти километрах на восток от Праги, более четырёх веков назад началась история породы, выведенной специально для церемоний австрийского императорского двора. Кладрубские лошади сопровождали Габсбургов в дни торжеств и траура, на коронациях и в путешествиях. 
Князь Урусов в начале XX века писал: «Когда видишь представителей этой породы, современный мир отступает перед видениями прежних времен».
Конный завод в деревне Кладрубы-над-Лабой существовал здесь уже в первой половине XVI века, тогда эти земли принадлежали дворянскому роду Пернштейнов. Последний представитель этого рода, Ярослав, привёл в Кладрубы первых испанских лошадей.
Через несколько десятилетий, при Максимилиане II, поместье перешло в собственность императорского двора Габсбургов. В 1579 году император Рудольф II превратил завод в Кладрубах в придворный, здесь начали выращивать лошадей для императорского двора. С этого момента начинается официальный отсчёт истории Кладрубского конного завода – и одноимённой породы лошадей.
В коннозаводстве не только Европы, но и всего христианского мира период с XV по XVIII века можно смело назвать эпохой испанской лошади – сегодня её ещё называют эпохой барокко, ведь вкусы и эстетические пристрастия наложили очень яркий отпечаток на выведенные в тот период и сохранившиеся до наших дней конские породы. Эффектная внешность, высокий ход, пышные округлые формы – эти кони хорошо смотрелись рядом с кринолинами и тяжёлыми золочёными каретами. Испанских лошадей можно было встретить в конюшнях и конных заводах знати и королей от Атлантики до Москвы, их красоту запечатлели лучшие художники, их способностями восхищались мастера выездки. Практически все европейские культурные породы того времени испытали влияние испанской крови. 
Большой популярности достигла и неаполитанская порода, происходившая от испанских и берберийских лошадей. «Неаполитанцы» имели много общего с испанскими лошадьми, но были крупнее, массивнее, отличались более рыхлым, грубоватым сложением и горбоносым профилем головы. Неаполитанские «корсьери» считались лучшими каретными лошадьми. Именно эти породы и составили основу кладрубской породы. 
Примерно такое же происхождение имели лошади другого королевского конного завода Габсбургов – Липицы, где была выведена липпицанская порода. Но постепенно между заводами произошло разделение ролей: в Липице выращивали верховых лошадей, годных для высшей школы, а в Кладрубах стали разводить мощных каретных, способных двигаться красивой высокой рысью. Для улучшения упряжных качеств кладрубских лошадей широко использовались неаполитанские жеребцы и кобылы. Иностранцы, побывавшие в Вене, с восхищением описывали великолепные шестерики, использовавшиеся для нужд двора.
Вороные кладрубы в своё время повлияли на формирование венгерской породы нониус, «богемские» жеребцы использовались в XVIII веке в Тракененском конном заводе. Но широкого распространения порода не имела даже в свои лучшие годы.
В XIX веке в коннозаводстве началась новая эпоха: испанскую породу повсеместно вытеснила английская чистокровная. Старой испанской крови остались верны лишь Липица и Кладрубы. К тому же кладрубские лошади были достоянием королевского двора, а не целой нации: племенное ядро было сосредоточено практически в одном заводе. В таких условиях сохранение породы стало гораздо более сложной задачей.
Изначально в Кладрубах разводили лошадей самых разных, в том числе и экзотических, мастей – в эпоху барокко всевозможные соловые, буланые, чубарые, пегие были в большой моде. Однако в XIX веке из всей этой пестроты остались только серые и вороные. Дольше других сохранялось поголовье гнедых кладрубов, но и оно сошло на нет к 1830-м годам. Современные представители породы могут быть только двух мастей, причём разводят их в разных заводах: серых – в Кладрубском, вороных – в Слатинянах. Самые старые линии серых кладрубов – Генерале и Генералиссимуса – восходят к концу XVIII века. Начало вороным положил в XVIII веке жеребец испано-итальянского происхождения Сакрамосо.
Серые кладрубы предназначались в основном для королевских карет. К их масти относились весьма придирчиво: вся шестёрка лошадей в запряжке должна была быть совершенно белой, без тёмных волос. Для некоторых линий в породе и сегодня характерно раннее поседение: жеребята выглядят практически белыми уже после первой линьки. Вороным кладрубам также приходилось возить монарших особ: например, во времена Марии Терезии и Леопольда II при дворе отдавали предпочтение именно этой масти. Незаменимы были вороные и для траурных процессий. Позднее эту масть стало предпочитать духовенство – и именно католические прелаты впоследствии немало помогли сохранению вороных кладрубов в трудные для породы времена. В XIX веке небольшие заводы, в которых разводили этих лошадей, имели пражское архиепископство и епископство Градца Кралова. Причём эти хозяйства снабжали жеребцами-улучшателями местное пользовательское коневодство.
С падением австро-венгерской монархии в 1918 году для Кладрубского завода началась година испытаний. Все, что хоть чем-то напоминало о королевской власти, вызывало резкую неприязнь. К тому же конный завод находился в ведении Управления придворными конюшнями, это был свой, довольно закрытый мир, и чиновники министерства сельского хозяйства, под начало которых попал завод, были элементарно некомпетентны в вопросах, касающихся кладрубской породы. Мало того, что серьёзный вред нанесло бессистемное разведение (например, для породы оказались потерянными лучшие молодые жеребцы, отправленные перед революцией в Вену, они через несколько лет должны были возвратиться в Кладрубы в качестве проверенных в работе производителей), так начались дискуссии о том, целесообразно ли вообще сохранять дальше кладрубскую породу. Тенденциозные и поверхностные «исследователи» находили породу вырождающейся из-за инбридингов и бесполезной для народного хозяйства. Причём никто из них не мог толком объяснить, в чем это вырождение заключается, – ведь зажеребляемость и плодовитость кладрубских кобыл не ниже, чем в других конных заводах. И никто из них не вспоминал о том, какой хорошей репутацией пользовались в своё время у окрестных крестьян кладрубские жеребцы из государственных случных конюшен.
Борьба между недоброжелателями породы и её защитниками продолжалась вплоть до Второй Мировой войны. В 1939 году доктор Франтишек Штенцл, в отличие от многих других признававший жизнеспособность породы (он хотя бы не предлагал перекрыть кладрубских маток чистокровными жеребцами), тем не менее назвал её сохранение нецелесообразным и даже подал идею подарить кладрубов Италии – возвратив исторической родине. Впрочем, через несколько недель Чехословакия была оккупирована немцами.
Вороным кладрубам во всей этой истории досталось больше всего. Если серых с большим трудом удалось отстоять, то над вороными нависла угроза полного уничтожения. Сначала в 1922 году был продан на бойню прекрасный жеребец-производитель Наполеоне Соло VI – и вороные кладрубы лишились одной из двух существовавших тогда мужских линий. Возможность избегать при разведении слишком тесного инбридинга резко уменьшилась. Затем было сокращено поголовье кобыл. Быстро расправиться с вороными помешало только то, что они были наиболее приспособлены к тяжёлой работе: именно вороные кладрубы выполняли большую часть перевозок в заводском хозяйстве. 
Однако в 1931 году оставшиеся племенные кобылы были отправлены на ферму Спишска в Словакии, где их использовали в качестве рабочих лошадей. Три года спустя их вернули, чтобы распродать. На этом в истории вороных кладрубов можно было бы поставить точку, если бы несколько лошадей не попали в руки местных священников. Благодаря усилиям немногих энтузиастов линия Сакромосо была сохранена в хозяйстве епископа города Градца Кралова. А в 1945 году вороные кладрубы поселились в Слатинянах, где их успешно разводят по настоящее время.
Сегодня во всем мире насчитывается всего лишь чуть больше тысячи кладрубов. Эту породу часто приводили как пример вырождения вследствие постоянных инбридингов. Однако генетические исследования показали, что в действительности степень инбридинга у кладрубов не выше, чем в других популяциях, а генетическое разнообразие достаточно, чтобы избежать наследственных проблем.
Порода имеет чёткую линейную структуру. К старым линиям Генерале, Генералиссимуса, Соло и Сакромосо в середине прошлого века добавились линии Фавори и Сиглави, основанные липпицанскими жеребцами: ведь эта порода состоит в тесном родстве с кладрубской, и в прошлом обмен племенным материалом между двумя заводами был довольно регулярным. Более того, две из шести линий в липпицанской породе основаны в конце XVIII столетия кладрубскими жеребцами. Так что для линии Фавори это было скорее возвращение домой. В восстановлении вороных кладрубов участвовал фризский жеребец Ромке, рождённый в 1966 году. Почему именно фриз? Дело не только в вороной масти. Фризы, так же, как и кладрубы, относятся к группе пород барокко, более того, это порода каретная, по типу и работоспособности достаточно близкая к кладрубам. Ещё одну линию у серых кладрубов основал андалузец Рудольфо. Впрочем, с недавнего времени племенная книга кладрубов закрыта: чрезмерно увлекаться освежением крови тоже опасно.
Генерале, Фавори, Сакрамосо – клички у лошадей единственной старинной чешской породы звучат по-итальянски, напоминая о далёких неаполитанских предках. Одна из многих традиций в породе, которая сама как музейный экспонат. Жеребцы имеют двойные имена: к кличке отца, по которой сразу можно определить линейную принадлежность лошади, добавляется кличка матери и порядковый номер, например, Сакрамосо Базия I. У кобыл клички индивидуальные – как в чистокровных породах, они начинаются на первую букву клички матери и включают также первую букву клички отца.
Селекция в кладрубской породе – дело тонкое и весьма непростое, ведь в этой замкнутой популяции каждая линия представляет собой чрезвычайную ценность, потеря которой может иметь катастрофические последствия. Для отбора на племя не меньшее значение, чем происхождение и типичный экстерьер, имеют работоспособность и характер – последнее немаловажно, учитывая размеры хорошего кладруба. Для этого проводятся специальные тесты. Удивительно, насколько спокойны и уравновешенны эти лошади – недаром их пропагандируют для любительской верховой езды. Впрочем, для императорских лошадей нашлось и более подходящее дело: начиная с 1960х годов они вполне успешно выступают в драйвинге. А открытие Пардубицкого стипль-чеза просто невозможно себе представить без запряжки серых кладрубов.
Этими лошадьми заинтересовалась датская королевская семья, и с 1995 года восемь серых жеребцов поселились в Копенгагене. Теперь кладрубская запряжка вместе с традиционным кортежем из королевских гусар – постоянная участница всех церемоний.
Кладрубские лошади являются участниками многих фестивалей пород барокко, цирковых номеров. Правда, в силу своей малочисленности кладрубы даже в соседних с Чехией странах довольно большая редкость.

## Использование породы
Традиционно их используют в многоконных упряжках.